# Halo Wars 2
Halo Wars 2 — компьютерная игра в жанре стратегия в реальном времени, разработанная 343 Industries и Creative Assembly. Проект был выпущен Microsoft Studios в 2017 году на платформах Windows и Xbox One. Действие игры разворачивается в 2559 году в научно-фантастической вселенной серии игр Halo.
В Halo Wars 2 игрок создаёт базу, собирает ресурсы для производства пехоты и транспортных средств и командует армиями на поле боя с высоты птичьего полёта. Основной целью сражений в основном является уничтожение базы противника или захват и удержание территорий на поле боя. Баланс боевой системы основан на принципе контратаки «камень, ножницы, бумага», по которому сухопутная техника эффективна в бою против пехоты, пехота эффективна против воздушной техники, а последняя превосходит технику наземную. Игра поддерживает многопользовательский режим для совместной игры или игры против других игроков.
Разработка Halo Wars 2 началась в 2014 году, когда ответственная за разработку игр по франшизе Halo студия 343 Industries обратилась с просьбой о сотрудничестве к разработчику Creative Assembly, обладавшему многолетним опытом в создании стратегий в реальном времени. 343 Industries хотели более тесно интегрировать историю Halo Wars 2 в сюжетную линии франшизы. Игра была анонсирована в 2015 году на Gamescom, до её релиза демонстрировались видеозаписи игрового процесса. В течение последнего года разработки были проведены два открытых бета-теста, благодаря отзывам игроков разработчики могли вносить коррективы в игру.
Halo Wars 2 получила в основном положительные отзывы. Созданные Blur Studio внутриигровые ролики кампаний были удостоены похвалы за выдающееся качество анимации. Обозреватели отмечали доступность игры для начинающих игроков и наличие стратегической глубины для опытных игроков в жанре RTS. Неполадки в игровом управлении через клавиатуру и компьютерную мышь разочаровали ряд рецензентов, но высокую оценку получили внесённые улучшения в схему управления геймпадом. После выхода игра поддерживалась выпуском дополнительного контента и появлением новых возможностей.

## Игровой процесс
Halo Wars 2 является боевой фантастической стратегией в реальном времени, где игроки управляют армиями на поле боя с высоту птичьего полёта. В игру можно играть с помощью геймпада или с помощью мыши и клавиатуры. Как и её предшественник Halo Wars, игра в нём представлены две игровые фракции: военное подразделение человечества Космическое Командование Объединённых Наций и инопланетяне Изгнанники. В большинстве игровых режимов игроки создают базу операций в заранее определённом месте. Казармы и склады транспортных средств могут быть построены на базах для размещения пехоты и транспортных средств. Припасы, собранные на складах снабжения или на поле боя, расходуются на развертывание подразделений и строительство зданий. Некоторым блокам и зданиям требуется второй ресурс — энергия, которая вырабатывается с помощью генератора или здания-экстрактора. Базовые здания могут быть улучшены, чтобы предоставить пассивные бонусы и разблокировать доступ к юнитам более высокого уровня.
Поле боя изначально окутано туманом войны, который раскрывается при перемещении юнитов в затуманенные области карты. Юниты могут быть выбраны и управляемы для участия в бою или взаимодействия с объектами на поле боя. Боевая система уравновешивается системой контратаки «Камень, ножницы, бумага» в которой наземные транспортные средства, как правило, эффективны в бою против пехоты, пехота эффективна против самолётов, а самолёты эффективны против наземных транспортных средств. Каждый юнит обладает по крайней мере одной специальной способностью в дополнение к обычным атакам. Например, спартанские суперсолдаты способны захватывать транспортные средства и совершать сокрушительную атаку после прыжка в воздух. Игроки могут строить дополнительные базы, как только они накопят достаточно ресурсов и получат контроль над областями карты, что позволит им расширить свою армию.
Режим кампании позволяет игрокам взять под контроль силы ККОН в битвах против Изгнанников на древней инопланетной структуре. Основная кампания состоит из двенадцати миссий, в которые можно играть в одиночку или совместно. Каждая миссия представляет основные цели, которые включают захват точек, защиту баз или выживание в условиях нападения вражеских волн, и часто требуют, чтобы игроки вели спартанские отряды по карте. Миссии кампании предлагают дополнительные побочные задачи, такие как обеспечение выживания определённого подразделения в ходе миссии или уничтожение дополнительных баз в течение определённого срока. Для обеспечения контекста и интеграции с сюжетом игры перед кажой миссией показываются анимированные ролики и диалоги. Вторая кампания позволяет игрокам управлять Изгнанными в борьбе с ипнопланетной паразитической формой жизни, известной как Потоп.
Вне игровых кампаний игрок может сыграть за обе фракции, каждая из которых имеет свой набор юнитов и лидеров, которые основан на выдающихся персонажах и подчеркивают особый стиль игры. Лидеры обладают уникальными способностями, которые могут быть улучшены и активированы во время битвы; использование одной из них требует ресурсов и требует времени на восстановление сил. Среди способностей лидеров есть исцеление юнитов, ковровая бомбардировка конкретного района и развертывание специальных войск. Многопользовательские режимы игры поддерживают онлайн-игру с участием до шести игроков и следующими игровыми режимами: Skirmish — кооперативная и одиночная игра против управляемых искусственным интеллектом противников, Deathmatch с уничтожением армии врага, сфокусированные на контроле территории режимы Stronghold и Domination, а также совмещающий элементы коллекционных карточных игр с игровым процессом RTS Blitz, заменяющий базовое строительство механикой карт и колод для развертывания юнитов. Колоды создаются из пакетов карт, заработанных в режиме кампании и ежедневных испытаний. Каждая карта оснащена развертываемым юнитом и имеет цену в виде энергии; развертывание более мощного юнита потребляет больше энергии. Энергия генерируется автоматически на протяжении всего матча, и её можно собирать из контейнеров периодически сбрасываемых на карту. Blitz Firefight является режимом игры для одного игрока или совместного прохождения, где противником выступают волны врагов под управлением ИИ.

## Синопсис
Игра является продолжением стратегии в реальном времени Halo Wars 2009 года.
Сюжет посвящён команде корабля Космического Командования Объединённых Наций (UNSC) Дух огня, прибывшей к Малому Ковчегу — установке для создания и управления титульными кольцами Ореола. За контроль над Аркой начинается конфликт между ККОН и инопланетной фракцией Изгнанников.

### Сеттинг и персонажи
Действие игры Halo Wars 2 разворачивается в научно-фантастической вселенной Halo в 2559 году, через 28 лет после событий Halo Wars и вскоре после окончания Halo 5: Guardians. Halo Wars завершается тем, что экипаж военного корабля Космического командования Организации Объединённых Наций (СБ ООН) «Дух огня» входит в криосон и дрейфует в неизведанном космосе. За это время война между человечеством и альянсом пришельцев, известным как Завет, закончилась, и корабль объявлен пропавшим без вести. то время как Дух Огня дрейфует в космосе, искусственный интеллект корабля (ИИ) Серина (Кортни Тейлор) завершает свою жизнь, прежде чем поддаться разгулу, терминальному состоянию. Капитан Джеймс Каттер (Гидеон Эмери), профессор Андерс (Фэй Кингсли), и остальная часть экипажа пробуждаются от крионического сна в Ковчеге, установка Предтеч, способная производить большие кольцевые миры, известные как Ореолы. Изабель (Эрика Сото) — ИИ-логистик СБ ООН, работающий в исследовательском центре на Ковчеге, когда вторгается инопланетная фракция под названием Изгнанники. Их возглавляет военачальник брут Атриокс (Джон Ди Маджио), который пришел к власти после распада Ковенанта. Под началом Атриокса служат генерал брут Децимус и капитан корабля из расы элитов Лет Волир (Дарин Де Пол).

### Игровая кампания
Прибыв на Ковчег, команда, команда Духа Огня получает сигнал ККОН с поверхности установки. Спартанская красная команда, состоящая из суперсолдатов Алисы, Джерома и Дугласа, развернута, чтобы исследовать сигнал. Они забирают Изабель с базы ККОН, но подвергаются нападению Изгнанников во время эксфильтрации. Вернувшись к кораблю Изабель рассказывает капитану Каттеру, как Атриокс вторгся на Ковчег. Несмотря на то, что Изабель считает сопротивление безнадежным, Каттер заявляет о своем намерении противостоять пришельцам. Ударной группе удается создать передовую базу и победить силы Изгнанников под контролем Децимуса. В обломках базы Децимуса Изабель обнаруживает информацию о Картографе Ковчега, карту ключевых систем и оружия.
Ударная группа охраняет Картографа, подвергаясь атаке автономных машин Предтеч, известных как Стражи. Андерс обнаруживает, что Атриокс захватил телепортационную сеть Ковчега, что позволяет ему перемещать войска по всей структуре. Силы ККОН победили Децимуса и отключили сеть порталов. Дух Огня подвергается атаке с корабля-носителя пришельцев, но Изабель и Джером захватывают его системы вооружения, чтобы заставить Стражей, размещенных на Ковчеге, разбить его надвое.
Андерс предлагает создать кольцо Halo используя литейную мастерскую Ковчега, чтобы переместить команду из Ковчега обратно в пространство, контролируемое ККОН. Новое Halo выпущено, но силы ККОН сталкиваются с сопротивлением. На Ковчеге Алиса и Дуглас не позволяют инопланетным подкреплениям вместе с Атриоксом добраться до Ореола. Андерса сопровождают в диспетчерскую кольца, где отключается система стрельбы конструкции и устанавливается сигнальный маяк. Победив силы Изгнанников на ринге, люди возвращаются к Духу Огня, но Андерс и Ореол входят в пространство скольжения, поскольку они не могут остановить обратный отсчет прыжка. Перед прыжком Halo Андерс обещает как можно скорее получить помощь от ККОН. Каттер и Атриокс готовятся к следующему сражению. В сцене после титров Halo Андерса преждевременно выпадает из пространства скольжения только для того, чтобы встретить Стража Предтеч.

### Дополнения
Действие Operation КОПЬЕНОСЕЦ происходят через месяц после запуска Кольца Гало. Дух Огня и Изгнанники все ещё борются за контроль над Ковчегом. Отряд ККОН Sunray 1-1 наткнулся на ремонт пришельцами военного корабля Предтеч взамен уничтоженного авианосца. Сражаясь с ордами пришельцев и стражей, Sunray 1-1 уничтожает корабль до его запуска.
Действие кампании «Пробуждение кошмара» происходит через пять месяцев после события Операции КОПЬЕНОСЕЦ. Война между ККОН и Изгнанниками зашла в тупик. Отчаявшись найти больше припасов, Атриокс приказывает братьям Воридусу и Павию начать поиски в руинах бывшего священного ковенантского города Высокое Милосердие. Атриокс предупреждает их не входить в сам город, веря в рассказы о его поглощении паразитическим Потопом. Упрямый Воридус игнорирует предупреждения, дезактивирует оборону Стражей и пробивает щит, окружающий город. Его опрометчивое решение привело к освобождению Потопа и ассимиляции многих пришельцев в его ряды.
Вместо того, чтобы обращаться к Атриоксу за помощью и рискнуть стать жертвой его гнева, Воридус решает повторно активировать защиту Стражей из другого места. Пара героев активирует бур, чтобы распространить стихийные бедствия и временно сдерживать Потоп, в то время как Воридус ведет войска на базу Стражей для повторной активации местного роя. Воридусу удается активировать местную защиту, но братья узнают, что узнавший об их поступках Атриокс приближается к ним. Он угрожает убить их, если они не уберут беспорядок к его прибытию. Отодвигая Потоп обратно в окружающие Высшее Милосердие районы, братья обнаруживают, что у Потопа быстро развивается координирующий Могильный разум. Если он не перестанет расти, то Потоп на Ковчеге будет неудержим. После прибытия Атриокса Изгнанники уничтожают Могильный разум, лидер ругает двух братьев и приказывает им навести порядок, но сохраняет им жизни. Стражи наводняют этот район, чтобы справиться с угрозой Потопа.

## Разработка
В 2009 году Microsoft Studios издала стратегию в реальном времени Halo Wars, являвшуюся спин-оффом серии шутеров от первого лица Halo. Разработкой занималась дочерняя компания Microsoft Ensemble Studios. Несмотря на коммерческий успех игры, студия-разработчик была закрыта вскоре после завершения работ над проектом. До своего закрытия Ensemble Studios начала работу над сюжетом для продолжения. Согласно главному автору Halo Wars Грэм Дивайн, сценарий раскрывал историю Предтечь (англ. Forerunners) и вовлекал в сюжет Дух Огня (англ. Spirit of Fire). В 2007 году Microsoft создала внутреннее подразделение 343 Industries для развития проектов серии Halo, которое для создания продолжения Halo Wars решило найти партнёра среди других разработчиков. Ключом для поддержания качества своих проектов они рассматривали совместную работу с другими разработчиками и использование внешнего опыта.
В 2014 году 343 Industries начали разработку Halo Wars 2 после того, как обратились с просьбой о сотрудничестве к принадлежащему Sega британскому разработчику игр Creative Assembly. Данный партнёр был выбран из-за своей репутации в разработке стратегий в реальном времени вроде Total War. Студия долго рассматривала проект создания RTS для консолей и персонального компьютера, так что перспектива работы над Halo Wars 2 рассматривалась её сотрудникам как прекрасная возможность. Команда разработчиков Halo Wars 2 в Creative Assembly состояла из работавших над играми Alien: Isolation (2014) и проектами серии Total War, а также специально нанятых для данного проекта новых сотрудников. Хотя Creative Assembly ориентировалась на разработку игр для персональных компьютеров, работавшие над Alien: Isolation смогли поделиться опытом создания игр для консолей. 18 января 2017 разработчики анонсировали уход игры «на золото».

### Дизайн
Директор Creative Assembly Тим Хитон говорил, что игровой процесс Halo Wars 2 не будет схож с серией Total War. При разработке было решено опираться на фундамент Halo Wars, вторая часть должна была ознакомить новых игроков с жанром стратегий, успокоить опытных игроков и доставить удовольствие широкому спектру пользователей новыми режимами многопользовательской игры. Существовало желание повысить ценность лидерских юнитов и их способности, наделив каждого из них более определяющей ролью в предлагаемом стиле игры. Creative Assembly думала, что игре потребуется больше артиллерийских подразделений с дальнобойной атакой, но во вселенной Halo подобных транспортных средств не существовало. Тогда британцы создали для каждой из фракций по одному подобному экземпляру боевой техники, соответствие их игровому миру проверялось через справочный материал от 343 Industries. Креативный директор Алистер Хоуп считал сохранение верности исходным материалам важным условием для всех игр Creative Assembly, но в данном случае его команда получила уровень свободы и расширения игровой вселенной Halo больше ожидаемого. Хоуп высоко оценивал использовавшуюся в Halo Wars систему управления, которую планировалось улучшить в новой игре для большей интуитивной понятности при игре на консолях. В оригинальной Halo Wars отсутствовала одна из общих особенностей многих компьютерных стратегий в реальном времени — возможность создания групп юнитов, управление к которым было привязано к конкретной клавише. Разработчики Halo Wars 2 стремились добавить её в версию как для персонального компьютера, так и для консоли. Изначально 343 Industries рассматривали поддержку кроссплатформенной игры между устройствами на базе Windows и Xbox One, но в конечном итоге эта функция не попала в финальную версию.
Результатом экспериментов с идеями быстрого и доступного варианта игрового процесса в формате RTS стал игровой режим Блитц (англ. The Blitz game mode). Разработчики хотели упростить ряд игровых механик вроде создания базы и сбора ресурсов, которые игроки обычно считали сложными и intimidating. Первоначальная версия режима предполагала наличие у игроков только определённого набора армий наподобие варгеймов, но после тестирования они пришли к выводу, что тем самым сократятся размеры сражений и интерес к игре по её ходу будет снижаться. Игровой режим был пересмотрен через внедрение системы карт и колод для размещения юнитов и появления случайного числа ресурсов на игровой карте. На Блитц оказали влияние игровой режим Warzone из Halo 5: Guardians, компьютерная игра Hearthstone и игры жанра многопользовательская онлайновая боевая арена (заменившие сбор ресурсов на бои отдельных юнитов).
Директор по развитию франшизы Halo Фрэнк О’Коннор объяснил, что Halo Wars 2 будет более интегрирован в игровую вселенную, чем её предшественник. Сюжет первой Halo Wars происходит за 20 лет до событий Halo: Combat Evolved и в значительной степени изолирована от других игр серии. Это было сделано для того, чтобы он не мешал разрабатывавшимся тогда другим проектам (Halo 3 и Halo: Reach). Следовательно, действие Halo Wars 2 происходит после событий Halo 5: Guardians, а сама игра обладала «чувством масштаба», которого не хватало в первой игре. Это решение также открыло повествовательную цепочку в Halo Wars 2, в которой возвращающиеся персонажи помещаются в незнакомую вселенную с устаревшими технологиями. Режиссёр-постановщик Кевин Грейс сказал, что большую часть своего вдохновения для тона игры они взяли у Halo: Combat Evolved.
Команда сценаристов хотела установить нового злодея, который был одновременно могущественным и умным, что привело к появлению военачальника брутов Атриокса. Грейс привёл образ Арбитра как отличный пример персонажа, уникального для своего вида; он отметил, что с созданием Атриокса эта черта была применена к брутам. Чтобы опровергнуть представление о том, что бруты — всего лишь «тупые мускулы» Ковенанта, они хотели представить Атриокса как умного командира, который воспользовался крахом альянса. Вдохновение для персонажа было почерпнуто из фольклорных легенд, таких как Экскалибур и рассказов о приходе к власти подчиненных. В то время как Изгнанники упоминались в предыдущих медиа франшизы Halo, Halo Wars 2 знаменует их дебют в качестве основной вражеской фракции. При создании Изгнанников творческим источником также выступили события реального мира и исторические объединения наемников. С самого начала Изабель была предназначена для того, чтобы демонстрировать некорректное поведение, чтобы отличать её от других ИИ-персонажей в сериале. на её образ особое влияние оказала Эллен Рипли из фильма Чужие 1986 года.
Арт-директор Джереми Кук считал, что поддержание читабельности и ясности юнитов и боевого пространства было наивысшим приоритетом художественного направления игры. Он также хотел убедиться, что визуальный стиль соответствует вселенной Halo сохраняя узнаваемые черты юнитов и структур. Художественный стиль Изгнанников был разработан, чтобы визуально контрастировать с ККОН. Кук хотел, чтобы новая фракция напоминала Ковенант, но с большим упором на эстетику брутов. Существующие машины и оружие Брутов помогли повлиять на конструктивные изменения и создание новых технологий в арсенале Изгнанников.
Внутриигровые ролики для Halo Wars 2 были созданы анимационной компанией Blur Studio; ранее они создавали ролики для некоторых игр Halo, включая оригинальную Halo Wars. Сцены были сняты Дэйвом Уилсоном, который был супервайзером визуальных эффектов в кат-сценах Halo Wars. 343 Industries объяснила, что изменения во внешнем виде старых персонажей были результатом усовершенствованных технологий, использования технологии захвата движения и выбора новых актёров. Уилсон сказал, что достижения в области технологий позволили команде аниматоров одновременно захватывать движения тела, лица и звук для Halo Wars 2, в то время как в первой игре каждое из этих выступлений записывалось отдельно, а затем объединялось.
Во время производства Halo Wars 2 были запущены две открытые многопользовательские бета-версии, так что команда разработчиков могла собирать данные и вносить коррективы на основе отзывов сообществ. Первый проходил на Xbox One с 12 по 23 июня 2016 года, включая в себя режимы Deathmatch и Domination. Второй бета-тест с участием режима Блитц проходил с 20 по 30 января 2017 года на платформах Windows и Xbox One. Игроки получали награды в Halo 5: Guardians за участие в первом тестировании и набор карт Блитц за участие во втором. Изменения, внесенные в игру после бета-тестирования, включали решение проблем с подключением, настройку игрового процесса, схемы управления и пользовательского интерфейса.

### Звук
Звуковым директором Halo Wars 2 выступил Пол Липсон. Над игровым саундтреком работали Горди Хааб, Брайан Ли Уайт и Брайан Трифон. Уайт и Трифон уже работали вместе с Липсоном над музыкальной составляющей предыдущих проектов серии Halo, вроде Halo: The Master Chief Collection и приложении Halo Channel. Композиторы ознакомились с дизайнерскими документами, художественными работами и ранними версиями игры для понимания её сюжетf и мотивации персонажей, что позволило им определить эмоциональный тон и выбор инструментов. Они хотели включить привычные компоненты саундтреков Halo вроде использования большого оркестра, хора и электронной музыки, в то же время направив музыку в новое направление. Поскольку Halo Wars 2 считался ответвлением от основных игр серии Halo, композиторы не находились под давлением устоявшегося звучания Мартина О’Доннелла. Благодаря этому они получили возможность поэкспериментировать с саундтреком, и добавить новые элементы вроде медных духовых музыкальных инструментов.
Первая композиция «Recommissioned» являлась адаптацией «Spirit of Fire» из саундтрека оригинальных Halo Wars. Композиторы хотели придать собственный стиль этой существующей музыкальной теме. Для каждого из главных героев игры были написаны специальные мелодии, отражающие их личность. Например, в композиции «Run Little Demons» для отображения страха и ужаса, вызванного Атриоксом и Изгнанниками, используются племенные барабаны, электронная перкуссия и медные инструменты. Для демонстрации множества эмоциональных эффектов использовались различные инструменты, создававшие вариацию музыкальных тем персонажей. Одной из целей было появление динамического взаимодействия музыки с диалогами и игровым процессом. Композиторы создавали музыку различной интенсивности для соответствия действиям игрока. Так, амбиентная и менее интенсивная музыка должна была появляться во время создания базы, в то время как сражения сопровождались бы более ударной и тематической мелодией. Эта система была разработана с целью адаптации саундтрека к событиям игры и для предотвращения самоповтора. Для реализации интерактивного аудио композиторы тесно работали вместе с Липсоном и ответственным за аудио составляющую в Creative Assembly Сэмом Купером. Живое выступление оркестра записывалось в Newman Scoring Stage на студии 20th Century Fox в Лос-Анджелесе. Содержащий 21 композицию Halo Wars 2 Original Game Soundtrack поступил в продажу в розничных магазинах 17 февраля 2017 года, через четыре дня он стал доступен на цифровых платформах.

## Продвижение и выпуск
В августе 2015 года на Gamescom Microsoft Studios анонсировала Halo Wars 2 для платформ Windows PC и Xbox One, также были выпущены трейлеры с кинематографическими кадрами из игры. Анонсирующий трейлер с Gamescom 2015 показывал раненого солдата ККОН, которого утаскивает Атриокс. Трейлер, показанный на E3 2016, был создан Blur Studio, и показывал противостоящих друг другу лидеров двух фракций Каттера и Атриокса. На RTX 2016 343 Industries показали тизер-трейлер на основе игрового движка, иллюстрирующий прибытие Духа Огня в Ковчег и суперсолдатов Spartan, встречающих Изгнанников. Показанный на The Game Awards 2016 трейлер был посвящён биографии и мотивам Атриокса. 9 февраля 2017 года, Microsoft выпустила два трейлера, в которых Каттер и Атриокс противостоят друг другу в комедийных сценариях реальной жизни Многопользовательские режимы были доступны для игры на ряде конференций и выставок по видеоиграм, включая E3, RTX, Gamescom, и Paris Games Week. 343 Industries и производитель игрушек Mattel объявили о партнерстве для создания новой линейки игрушек Halo на основе Halo Wars 2. В августе 2017 года издатель комиксов Dark Horse Comics опубликовало первый выпуск ограниченной серии комиксов из пяти глав Halo: Восстание Атриокса о главном антагонисте игры.
Halo Wars 2 первоначально планировалось выпустить для Windows и Xbox One в 2016 году, но в итоге была отложена до 21 февраля 2017 года. Игра стала первой в серии Halo, вышедшей одновременно на консолях и ПК. Игра была выпущена в рамках программы Xbox Play Anywhere которая позволяет воспроизводить цифровую покупку как на Windows, так и на Xbox One. THQ Nordic занималась распространением европейского розничного выпуска ПК. Версия игры Ultimate Edition включала сезонный абонемент на загружаемый контент (DLC), доступ к игре на четыре дня раньше и копию Halo Wars: Definitive Edition (улучшенная версия оригинальной игры для Windows и Xbox One). Halo Wars 2 дебютировала на втором месте в еженедельном чарте розничных продаж Великобритании.
После запуска Halo Wars 2 на Xbox One и Windows была выпущена демо-версия, в которой были представлены начальная миссия кампании и режим Блиц-перестрелки. 343 Industries и Creative Assembly поддержали пост-релиз дополнительным контентом и обновлениями. Многопользовательская система ранжирования была исключена из игры при запуске, так как команда разработчиков хотела, чтобы игровой процесс был максимально сбалансированным до его выпуска. В дополнение были включены новые юниты, лидеры, Блиц-карты и две дополнительные миссии кампании. Контент распространялся ежемесячно, начиная с марта 2017 года. 12 июня 2017 года было представлено расширение кампании Пробуждение кошмара (англ. Awakening the Nightmare), вышедшее 26 сентября. В нём также есть новые лидеры, карты и кооперативный режим. В конце октября 2017 года Halo Wars 2 получила ряд визуальных улучшений для Xbox One X. Кроме того, была включена кроссплатформенная игра между консолью и ПК.

## Восприятие
| Сводный рейтинг    | Сводный рейтинг         |
| Агрегатор          | Оценка                  |
| ------------------ | ----------------------- |
| GameRankings       | 79,11 %                 |
| Metacritic         | PC: 70/100 XONE: 79/100 |
| Иноязычные издания |                         |
| Издание            | Оценка                  |
| GameSpot           | 6/10                    |
| GamesRadar+        | [ 72 ]                  |
| IGN                | 7,0/10                  |
| PC Gamer (US)      | 65/100                  |
| Polygon            | 8/10                    |
| USgamer            | [ 11 ]                  |

Согласно агрегатору рецензий Metacritic версия Halo Wars 2 для Xbox One получила «в целом благоприятные» отзывы от профессиональных критиков, в то время как версия для ПК имела «смешанную или среднюю» реакцию. Общее мнение критиков состояло в том, что Halo Wars 2 предоставляла собой доступную стратегическую игру, подходящую новичкам, но ей либо не хватало тактической глубины, либо она была слишком консервативной по своему дизайну, чтобы успокоить имевших доступ к альтернативным играм на ПК игроков-ветеранов RTS. Несколько авторов рекомендовали игру консольным игрокам, отчасти из-за нехватки игр жанра RTS на Xbox One.
Поведение ИИ в Halo Wars 2 вызвало некоторую критику. Несколько рецензентов посчитали некачественным поиск пути юнитами, а другие сочли вражеский ИИ слишком простым при обычных условиях сложности. IGN не понравилось, что базы должны были размещаться в заранее определённых местах; они сочли это ограничивающим и сказали, что это ограничивает свободу порядка строительства. Rock, Paper, Shotgun также изначально были обеспокоены ограничениями на строительство базы, однако после проведённого в игре определённого времени эта идея им понравилась.
Критики сочли усовершенствования, внесенные в схему управления геймпадом, разумными и приветствовали такие дополнения, как группы элементов управления. В некоторых случаях они все ещё рассматривали геймпад как неоптимальный метод управления, во многом из-за того, что аналоговые джойстики неточны по сравнению с мышью. Это привело к некоторому разочарованию среди нескольких авторов, поскольку они не смогли избежать вражеских атак из-за медленного маневрирования управляемых через геймпад юнитов. В то время как элементы управления мышью и клавиатурой считались превосходными для быстрого выполнения точных действий, некоторые рецензенты сочли метод управления неполированным и полагали, что для геймпада были сделаны уступки. Проблемы с управлением мышью и клавиатурой были названы невосприимчивая миникарта, не интуитивные привязки клавиш по умолчанию и неподходящие радиальные игровые меню.
Кампания игры получила неоднозначные впечатления от рецензентов. USgamer посчитал, что она отлично подходит для обучения механике игры с учётом разумной прогрессии сложности. GameSpot считал, что высшими точками миссий кампании были последовательности, которые заимствовали элементы из основных игр серии Halo. Rock, Paper, Shotgun посчитал, что при несмотря на свою краткость, игровая кампания имела хороший темп и приличное разнообразие целей и сценариев. IGN согласилось с тем, что миссии кампании предлагают достаточно разнообразия для предотвращения их повторения. Однако в целом обозреватель издания посчитал их неамбициозными по своему замыслу. Также во время прохождения кампании на Xbox One он был удивлён частыми ошибками, в том числе сбоями и неудачными запусками внутриигровых событий.
Некоторым рецензентам понравилась история игры, но многие отметили, что завершение кампании было разочаровывающим из-за её резкого и неразрешенного завершения. GameSpot нашел сюжет интересным, потому что он исследовал различные части игровой вселенной. Они также сочли, что интеграция повествования с миссиями кампании была эффективно реализована с помощью роликов и диалога перед боем. Однако они отметили, что персонажи были недостаточно развиты, и история не внесла большого вклада в основную сюжетную арку Halo. IGN нашёл Изабель милым и эмоциональным персонажем, который усиливал вызванный антагонистом игры страх. Обозреватель наслаждался сильным вступлением Атриокса, но чувствовали, что персонаж становится менее заметным по мере развития сюжета. Несмотря на веру в то, что у Атриокса и Изгнанников была интересная предыстория, Eurogamer рассматривал мотивы фракции в кампании как слишком похожие на Ковенант, что заставляло историю чувствовать, что она отступает на знакомую территорию. Реакция на внутриигровые ролики кампании была в подавляющем большинстве положительной, с похвалой за высокое качество и исключительную анимацию. В то время как диалог персонажей по мнению обозревателя GameSpot иногда отмечался как дрянной, выразительная анимация лиц сохраняла пленительную кинематографию.
PC Gamer похвалил разнообразие доступных режимов многопользовательской игры. Это мнение разделяли и другие рецензенты, которые считали, что мультиплеер игры был значительно более разнообразным, чем обычно доступно в большинстве игр RTS. Многочисленные критики считали Blitz выдающимся многопользовательским режимом, однако они все ещё опасались его недостатков. GamesRadar назвал Блиц самой дальновидной областью Halo Wars 2, в отличие от других шаблонных частей игры. Другие авторы согласились, что режим был интересным поворотом в RTS, и им понравилось играть в него. В то время как пакеты карт Blitz можно было заработать в процессе игры, критики все ещё выражали разочарование по поводу включения микротранзакций для их покупки. Пара рецензентов заподозрили, что выигрыш в блиц-играх может быть слишком зависим от удачи в жеребьевке. Тем самым случайность и карточная механика режима считались неподходящими для соревновательного мультиплеера, но подходящими для варианта перестрелки.

### Награды
| Год  | Награда                                        | Категория                                      | Итог      | Ссылка        |
| ---- | ---------------------------------------------- | ---------------------------------------------- | --------- | ------------- |
| 2016 | Game Critics Awards                            | Лучшая стратегия                               | Номинация | [ 76 ]        |
| 2016 | Gamescom 2016                                  | Лучшая стратегия                               | Номинация | [ 77 ]        |
| 2017 | Gamescom 2017                                  | Лучший аддон/Загружаемый контент               | Номинация | [ 78 ]        |
| 2017 | Develop Awards                                 | Визуальный дизайн                              | Номинация | [ 79 ]        |
| 2017 | Develop Awards                                 | Звуковой дизайн                                | Номинация | [ 79 ]        |
| 2017 | Golden Joystick Awards                         | Студия Года (Creative Assembly)                | Номинация | [ 80 ]        |
| 2017 | Golden Joystick Awards                         | Xbox-игра года                                 | Номинация | [ 80 ]        |
| 2017 | Hollywood Music in Media Awards                | Оригинальный саундтрек — Компьютерная игра     | Номинация | [ 81 ]        |
| 2017 | The Game Awards 2017                           | Лучшая стратегическая игра                     | Номинация | [ 82 ]        |
| 2018 | 21-я ежегодная D.I.C.E. Awards                 | Стратегия/Симулятор года                       | Номинация | [ 83 ]        |
| 2018 | 16-я ежегодная Game Audio Network Guild Awards | Звуковой дизайн года                           | Номинация | [ 84 ]        |
| 2018 | 16-я ежегодная Game Audio Network Guild Awards | Лучший интерактивный саундтрек                 | Номинация | [ 84 ]        |
| 2018 | 16-я ежегодная Game Audio Network Guild Awards | Лучшее кинематографическое / катсценовое аудио | Номинация | [ 84 ]        |
| 2018 | 16-я ежегодная Game Audio Network Guild Awards | Лучший аудиомикс                               | Номинация | [ 84 ]        |
| 2018 | ASCAP Composers' Choice Awards                 | Саундтрек года                                 | Номинация | [ 85 ] [ 86 ] |